# Kazungula (Botswana)
Pour les articles homonymes, voir Kazungula (homonymie).

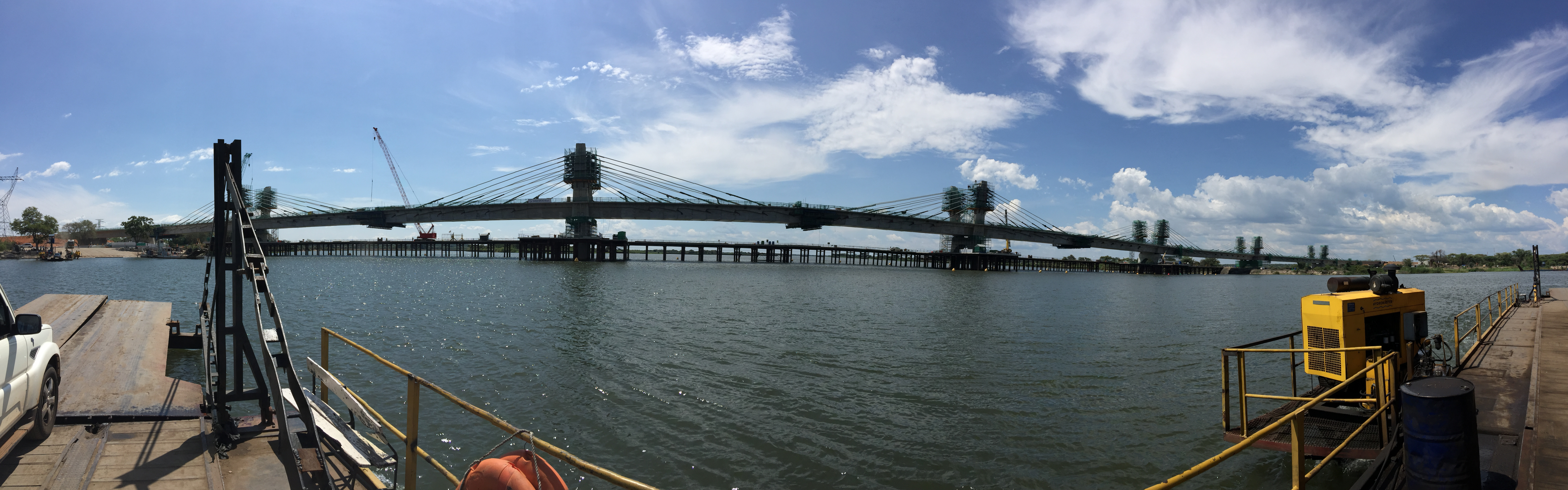
Le nouveau pont.

Kazungula est une ville du Botswana, située au nord-est du pays, à 2,5 km de la confluence du Zambèze qui marque la frontière avec la Zambie et du Kwando formant la frontière namibienne. Par ailleurs, la frontière zimbabwéenne est à moins de 4 km à l'est du centre-ville.
La ville dépend administrativement du district de Chobe dont le chef-lieu Kasane se trouve à 8 km à l'ouest.

## Transports

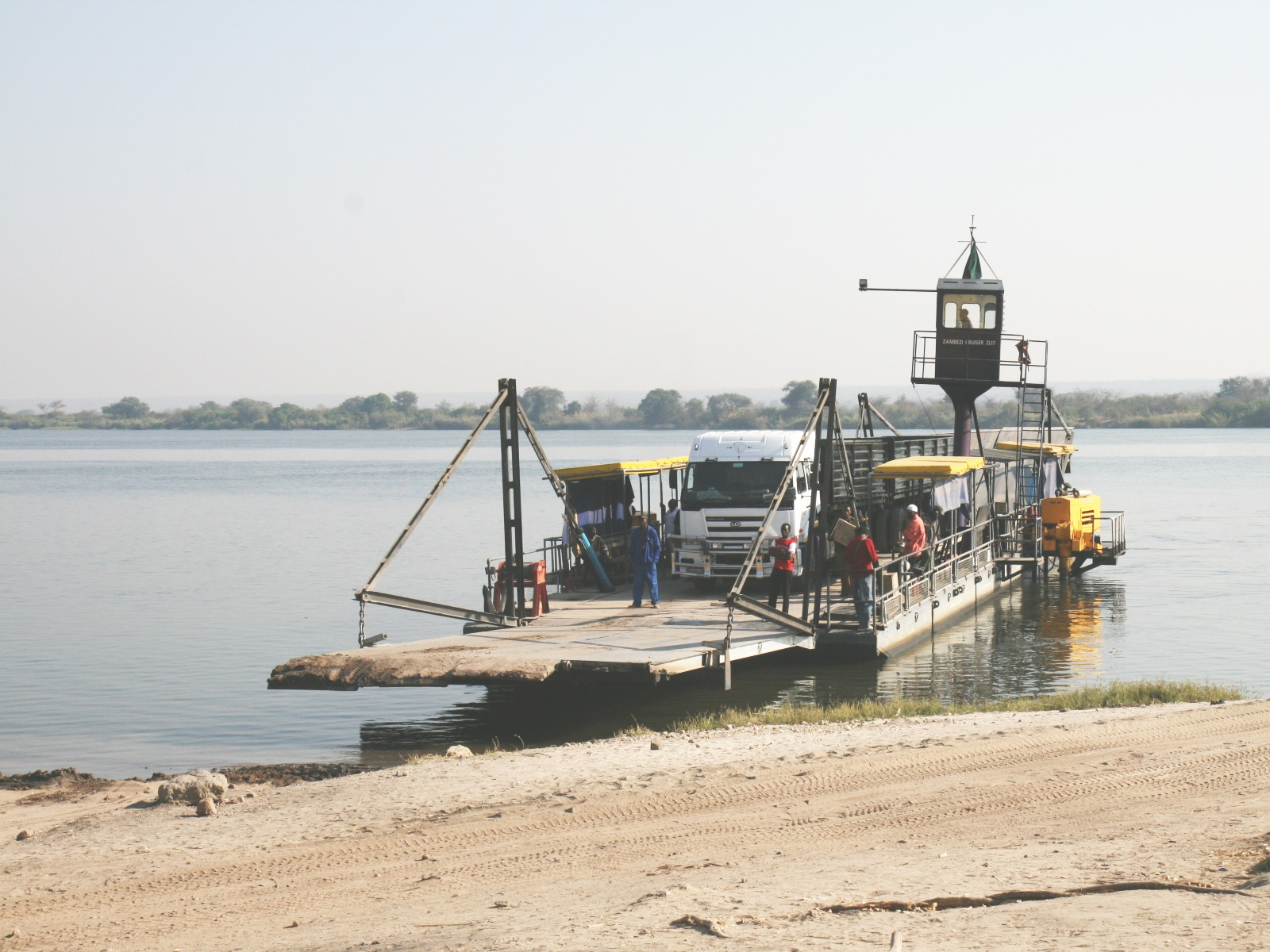
Le ferry s'apprête à accoster

Kazungula était relié à la rive zambienne et la ville homonyme par un ferry, permettant de traverser le Zambèze. D'une capacité de 70 t, il s'agissait de l'un des plus grands bacs de la région. Deux pontons motorisés effectuaient la navette entre les postes de douane de chaque côté du Zambèze. À la suite du chavirage d'un ferry en 2003, les gouvernements des deux pays ont annoncé en 2007 la construction d'un pont frontalier pour le remplacer.
Cet ouvrage dont la construction a débuté le 12 octobre 2014 a été inauguré en mai 2021. Il mesure 923 m de long pour 18,5 m de largeur,.